# 王宝强
王宝强（1984年5月29日—），原名王永強，在少林寺习武时法号恒志，河北省邢台市南和区人，河北省政协委员，中國男演員及导演，“草根”出身演员，代表作品有电影《人在囧途》、《唐人街探案》系列，電視劇《士兵突击》（2007年央视收视最高纪录）、《我的兄弟叫顺溜》（2009年央视收视最高纪录）等。

## 生平
原名王永強，出生于1984年4月29日（农历四月二十九日），农村家庭出身。因电影《少林寺》的影响而踏上学武之路，6岁时开始练习武术，在8歲時改名為王寶強，8至14岁在嵩山少林寺做俗家弟子，法号“恒志”，后到北京闯荡。
凭2003年电影《盲井》赢得第40届金马奖最佳新演员。2004年，在冯小刚的贺岁电影《天下无贼》中饰演“傻根”一角而崭露头角。在电视剧《士兵突击》成功塑造主角“许三多”的形象一举成名，为广大观众所熟知，赢得第24届金鹰奖观众喜爱的电视剧男演员奖和最具人气男演员奖。2008年，首次参加中央电视台“春晚”，与冯巩等合作演出小品，并领唱《农民工之歌》。2010年，继续担任邢台市（地级）政协委员，进入地方政協参政议政。同年开设影视制作公司“北京宝亿嵘影业有限公司”。
他主演的2012年公路喜剧片《人再囧途之泰囧》在中国大陆收获12.64亿人民币的高票房，创造中国影史华语片记录。他在2013年贾樟柯导演的多段式作品《天定》中演绎一名连环抢劫杀人犯，影片在中国大陆并未得到公映。
2014年他在香港犯罪动作片《一个人的武林》中饰演一位反派功夫高手封于修，其演出得到普遍肯定，并获得第34届香港电影金像奖最佳男配角提名。同年參加中國大陸的浙江台的綜藝節目《奔跑吧兄弟》。
2015年王宝强主演陈凯歌执导的《道士下山》。同年他首次执导电影《大闹天竺》，影片充满印度风情，灵感来源于《西游记》，但由于口碑太差而被颁金扫帚奖，而他本人也出席典礼领奖及向观众道歉。
2015年底他与刘昊然合作主演陈思诚导演的悬疑喜剧片《唐人街探案》上映，其饰演猥琐搞笑的“神探”唐仁。2018年春节续集《唐人街探案2》上映，它以纽约市为背景，收获超过33亿高票房。由于疫情原因推迟了一年上映的《唐人街探案3》于2021年春节上映，这次故事发生在日本东京，获得了40多亿高票房，根据预售成绩本片原本有机会创造中国票房记录，不过后来被对手《你好，李焕英》超越。
2023年，导演综合格斗题材电影《八角笼中》。

## 家庭
- 前妻马蓉：陕西省渭南市临渭区吝店镇人。西北大学影视传播学院2004级播音主持系，与王宝强育有1子1女。
  - 长子：根据法院判决，现由王宝强抚养。
  - 长女：根据法院判决，现由马蓉抚养。

王宝强与前妻马蓉在2010年2月10日于邢台登记结婚，马蓉被媒体称为西北大学校花，马蓉於2010年赴美生子，於2011年又生了一个女儿。

## 影视作品

### 电影
註：電視電影所標示之日期為CCTV-6首播日期
| 首映年度 | 片名                 | 角色           | 備註                  |
| 2003     | 盲井                 | 元凤鸣         |                       |
| 2004     | 天下无贼             | 傻根           |                       |
| 2007     | 集结号               | 姜茂财         |                       |
| 2008     | 李米的猜想           | 裘水天         |                       |
| 2008     | 烈火男儿（电视电影） | 龙大川         |                       |
| 2009     | 建国大业             | 第四野战军战士 |                       |
| 2009     | 大有前途             | 阿昆           |                       |
| 2010     | 大兵小將             | 探报           |                       |
| 2010     | 火龍                 | 黃勇           |                       |
| 2010     | 东风雨               | 交通员         |                       |
| 2010     | 大胃王               | 小帅           |                       |
| 2010     | 人在囧途             | 牛耿           |                       |
| 2011     | 最爱                 | 大嘴           |                       |
| 2011     | Hello!树先生         | 树             |                       |
| 2011     | 蔡李佛拳             | 陈国成         |                       |
| 2012     | 高海拔之戀II         | 張行           |                       |
| 2012     | 神通乡巴佬           | 楚中天         |                       |
| 2012     | 追兇                 | 吳在軍         |                       |
| 2012     | 人再囧途之泰囧       | 王宝           |                       |
| 2013     | 越来越好之村晚       | 孙果树         |                       |
| 2013     | 天定                 | 连环抢劫杀人犯 |                       |
| 2013     | 激戰                 | 陳總           |                       |
| 2013     | 疯狂的导演           | 盗贼           |                       |
| 2013     | 非常幸运             | 武器竞拍买家   | 客串                  |
| 2013     | 私人订制             | 王阿强         |                       |
| 2014     | 冰封：重生之门       | 萨獒           |                       |
| 2014     | 一個人的武林         | 封修           |                       |
| 2014     | 微爱之渐入佳境       | 王宝强         | 客串                  |
| 2015     | 奔跑吧！兄弟         | 王寶強         |                       |
| 2015     | 我的个神啊           |                | 中國大陸版配音        |
| 2015     | 道士下山             | 何安下         |                       |
| 2015     | 唐人街探案           | 唐仁           |                       |
| 2015     | 不可思异             | 唐力果         |                       |
| 2017     | 大闹天竺             | 武空           | 兼任導演              |
| 2018     | 唐人街探案2          | 唐仁           |                       |
| 2018     | 祖宗十九代           | 二當家         |                       |
| 2018     | 一出好戏             | 小王           |                       |
| 2018     | 冰封侠：时空行者     | 萨獒           |                       |
| 2019     | 新喜剧之王           | 马可           |                       |
| 2020     | 我和我的家鄉         | 老唐           | 單元「天上掉下个UFO」 |
| 2021     | 唐人街探案3          | 唐仁           |                       |
| 2021     | 少林寺之得宝传奇     | 西門得宝       | 網絡電影              |
| 2023     | 八角笼中             | 向腾辉         | 兼任導演、編劇        |
| 2024     | 解密                 | 阿炳           | 客串                  |
| 2025     | 唐探1900             | 阿鬼           | 兼任出品人            |

### 电视剧
| 首播年份 | 剧名           | 角色           | 备注                     |
| 2002     | 七品钦差刘罗锅 | 小二           |                          |
| 2005     | 暗算           | 阿炳           |                          |
| 2006     | 猜心妙手       | 砚墨           |                          |
| 2006     | 殷商傳奇       | 哪吒           |                          |
| 2006     | 士兵突击       | 许三多         |                          |
| 2007     | 红旗渠的儿女们 | 宝祥           |                          |
| 2009     | 我的兄弟叫顺溜 | 顺溜           |                          |
| 2010     | 为了新中国前进 | 董存瑞         |                          |
| 2011     | 我的父亲是板凳 | 板凳           |                          |
| 2012     | 我的非常闺密   | 保安           | 客串                     |
| 2012     | 与狼共舞       | 地下党员       | 客串                     |
| 2013     | 隋唐演義       | 李元霸         |                          |
| 2013     | 我们这拨人     | 小狼           |                          |
| 2015     | 我是机器人     | 元宝           | 原名《一飞冲天》         |
| 2018     | 好戏一出       | 王根基（小王） | 網絡劇                   |
| 2020     | 唐人街探案     | 唐仁           | 網絡劇，客串             |
| 2020     | 以父之名       | 不適用         | 担任出品人               |
| 2024     | 唐人街探案2    | 唐仁           | 網絡劇，客串             |
| 2025     | 棋士           | 崔业           | 網絡劇，兼任出品人、监制 |

### 单曲
| 发行年份 | 歌曲名称             | 所属专辑、备注 |
| -------- | -------------------- | -------------- |
| 2008年   | 《有钱没钱回家过年》 |                |

### 綜藝節目
- 2014，浙江衛視《奔跑吧!兄弟第一季》
- 2015，湖南衛視《真正男子汉》
- 2015，湖南衛視《爸爸去哪儿 (第三季)》第9期起（携同女儿嘉宾演出）
- 2015，浙江衛視《奔跑吧!兄弟第三季》第十期嘉宾
- 2015，湖南衛視《全员加速中》

### 书籍
| 年份   | 书名                             | 出版                           |
| ------ | -------------------------------- | ------------------------------ |
| 2008年 | 《向前进：一个青春时代的奋斗史》 | 作家出版社，ISBN 9787506343664 |

## 獎項
| 年份   | 頒獎典禮                            | 獎項                       | 影片               | 角色   | 結果 |
| ------ | ----------------------------------- | -------------------------- | ------------------ | ------ | ---- |
| 2003年 | 第40屆金馬獎                        | 最佳新演員獎               | 《盲井》           | 元凤鸣 | 獲獎 |
| 2004年 | 第5屆法國杜維爾亞洲電影節           | 最佳男演員獎               | 《盲井》           | 元凤鸣 | 獲獎 |
| 2004年 | 第2屆泰国金鸟电影节                 | 最佳男演員獎               | 《盲井》           | 元凤鸣 | 獲獎 |
| 2005年 | 第1屆中国电影排行榜                 | 最佳新人奖                 | 《天下無賊》       | 傻根   | 提名 |
| 2006年 | 第28屆大众电影百花奖                | 最佳新人奖                 | 《天下無賊》       | 傻根   | 提名 |
| 2007年 | 新浪电视剧排行榜第二季度            | 最佳男演员奖               | 《士兵突击》       | 許三多 | 獲獎 |
| 2007年 | 腾讯网2007年星光大典                | 内地最受欢迎电视剧男演员奖 | 《士兵突击》       | 許三多 | 獲獎 |
| 2007年 | 新浪网2007年网络盛典                | 年度电视剧男演员奖         | 《士兵突击》       | 許三多 | 獲獎 |
| 2008年 | 北京电视台2007年度影视盛典          | 演技飞跃艺人奖             | 《士兵突击》       | 許三多 | 獲獎 |
| 2008年 | 第24届中国电视金鹰奖                | 观众喜爱的电视剧男演员奖   | 《士兵突击》       | 許三多 | 獲獎 |
| 2008年 | 第24届中国电视金鹰奖                | 最具人气男演员奖           | 《士兵突击》       | 許三多 | 獲獎 |
| 2011年 | 第9届俄罗斯海参崴国际电影节         | 最佳男演员奖               | 《Hello!树先生》   | 树     | 獲獎 |
| 2011年 | 第5届澳大利亞亞太電影大獎           | 最佳男演员奖               | 《Hello!树先生》   | 树     | 獲獎 |
| 2011年 | 第2届美國紐約中國電影節             | 最佳男演员奖               | 《Hello!树先生》   | 树     | 獲獎 |
| 2012年 | 第3届中國2011年华语《青年电影手册》 | 年度最佳男演员             | 《Hello!树先生》   | 树     | 獲獎 |
| 2012年 | 第10届意大利雷焦艾米利亞亞洲電影節  | 最佳男演员奖               | 《Hello!树先生》   | 树     | 獲獎 |
| 2012年 | 第19届北京大学生电影节              | 最佳男主角                 | 《Hello!树先生》   | 树     | 提名 |
| 2012年 | 第12届华语电影传媒大奖              | 最佳男主角                 | 《Hello!树先生》   | 树     | 提名 |
| 2013年 | 第4届中國2012年华语《青年电影手册》 | 年度最佳男演员             | 《人再囧途之泰囧》 | 王寶   | 獲獎 |
| 2013年 | 第3届中國北京国际电影节             | 最受大学生的欢迎男演员     | 《人再囧途之泰囧》 | 王寶   | 獲獎 |
| 2015年 | 第34屆香港電影金像獎                | 最佳男配角                 | 《一個人的武林》   | 封修   | 提名 |
| 2017年 | 第9届金扫帚奖                       | 最令人失望影片             | 《大闹天竺》       | 武空   | 獲獎 |
| 2023年 | 第18届中国长春电影节金鹿獎          | 最佳男主角                 | 《八角籠中》       | 向騰輝 | 提名 |

## 人物事件

### 离婚事件
2016年8月14日凌晨，王宝强通过个人微博發表聲明，宣布和結婚七年的太太馬蓉離婚，表示馬蓉和他的經紀人宋喆存在「婚外不正當兩性關係」、「隐藏、转移夫妻共同财产」和「破坏家庭伤害家人」，故決定結束夫妻關係，同時解除宋喆的經紀人職務，随即引发舆论的轩然大波。同日早6时许，和讯网爆料称王宝强旗下的宝亿嵘影业公司已在数月前进行了数次股东关系变更，将其妻马蓉和经纪人宋喆均排除在股东名单之外。经纪人也於當日换为任晓妍接任。8月15日上午，王宝强人在律师张起淮的陪同下来到北京朝阳区人民法院，起诉其妻马蓉要求离婚。朝阳法院经审查，此案符合立案条件，已正式受理。8月16日，王宝强前妻马蓉委托律师持委托手续及诉状等材料，至北京朝阳法院立案，以名誉侵权为由，起诉王宝强，要求王寶強删除有关离婚声明的微博并赔礼道歉。据知情人士透露，王宝强的离婚案件内幕非常复杂，可能会涉及刑事问题。另有媒体曝光王宝强在上海注册的的公司营业执照丢失，同时遗失的还有公司公章、财务章、法人章。
王宝强的离婚事件爆出后，英國廣播公司网站亦有報道该事件，标题为《一場明星離婚事件為何會引爆中國社交媒體？》（Why a celebrity divorce has Chinese social media buzzing）。报道称，王寶強離婚事件竟力壓里約奧運，成為近日中国內地人人念叨的話題。在中國社交网站上，圍繞此事的網帖閱讀量已超過50億。而根據新浪微博統計，含有“#王寶強離婚#”標籤的微博已經被瀏覽了30億次，“#王寶強不哭#”、“#王寶強我們支持你#”等，迅速成了熱門話題。在王寶強離婚事件传出后，中國網民似乎都站在了王寶強一邊。另据新浪微博統計，有47%的網民譴責馬蓉其因婚外情毀掉家庭。BBC也在报道中引用中国古典小說《水滸傳》的故事“潘金蓮背叛丈夫武大郎，最終將他殺死”，以示警告。
2016年10月18日中午1时30分，王宝强和马蓉离婚案在北京朝阳法院开庭，王宝强本人亲自和律师张起淮一起出庭。而马蓉诉王宝强名誉侵权案，也在王宝强诉马蓉离婚案之后的同日下午4时开庭。相关媒体记者和围观群众也从当日中午12时一直等候在法院门口。王宝强于当日13时14分乘坐红色两厢车到达法院。下午2时，朝阳法院就王宝强诉马蓉离婚案，组织双方召开庭前会议。王宝强及诉讼代理人、马蓉的诉讼代理人参加了庭前会议，而马蓉本人并未参加庭前会议，但在庭前会议之前到庭陈述了意见。王宝强围绕马蓉婚内出轨、转移夫妻共同财产及要求分割的共同财产进行了举证。法院要求双方就解除婚姻关系子女的抚养问题，马蓉是否存在过错以及是否对王宝强造成精神损害进一步举证。在下午4时，法院就马蓉诉王宝强侵犯名誉权案组织双方召开庭前会议。马蓉围绕王宝强发布微博行为构成名誉侵权，以及给马蓉造成的名誉损害提交了证据，王宝强不认可侵害了马蓉名誉权，但未提交证据。此外王宝强也以两案同时审理可能产生冲突为由，向法院申请中止审理名誉权纠纷案，该申请将由合议庭评议后决定是否准许。案件审判结束后的19时，法院门口依然有群众围观。同日21时左右，王宝强在微博发布最新消息称“开庭审理很顺利”。据媒体报道称，该案件的的下次开庭时间将会在11月的上旬进行。针对该案，中国官媒新华社评论称“炒作家丑扩大社会影响令人不齿”。
2017年9月13日，王宝强前经纪人宋喆因涉王宝强离婚案相关问题，已被北京警方带走。报道指出，宋喆涉嫌职务侵占，而马蓉和其母亲因涉嫌私刻公章罪而被限制出境。
2018年2月11日，北京朝阳法院一审宣判王宝强离婚案、马蓉名誉权案。法院判决解除双方婚姻关系，婚生子由王宝强抚养，婚生女由马蓉抚养；马蓉名誉权案法院认定王宝强不构成名誉侵权，一审判决驳回了马蓉的诉讼请求。翌日晚上，马蓉发微博称，不认同法院对她与王宝强离婚案及名誉权案的判决，将依法提起上诉。
2018年6月22日，北京市第三中级人民法院二审宣判王宝强诉马蓉离婚案、马蓉诉王宝强名誉侵权案。法庭判决驳回两案的上诉，维持原判。
2018年10月18日，北京朝阳法院一审宣判，王宝强前经纪人宋喆犯职务侵占罪，被判处有期徒刑6年。
2018年12月，王宝强前妻马蓉称曾被王宝强施暴，但被王宝强方面知情人否认，称“警察一直都在”。
2023年9月11日，宋喆刑满释放。

### 被举报涉嫌诈骗
2024年11月21日，媒体报道，成都恩波格斗俱乐部向警方报案称王宝强及其公司涉嫌诈骗，双方是电影《八角笼中》的合作拍摄单位。11月25日晚，成都市公安局郫都区分局表示其问题系民事纠纷，不属于公安机关管辖范围，已告知报案人通过民事解决。

## 备注
1. ↑  有称1982年5月29日[參⁠ 2]、1984年4月29日[參⁠ 3]或1982年出生[需要更多来源][參⁠ 4]
2. ↑   註:

## 外部連結
- 王宝强的新浪微博
- 王宝强在互联网电影资料库（IMDb）上的資料（英文）
- 王宝强在香港影庫上的簡介
- 王宝强在时光网上的簡介（简体中文）
- 王宝强在豆瓣上的资料（简体中文）

1. ↑  sina_mobile. . 新浪网. 2023-06-19  [2024-11-14].
2. 1 2 3 4 5  柱子; 王动. . 《知音海外版》 (湖北省武汉市: 湖北知音传媒集团有限公司). 2023, 第464期: 51–53. ISSN 1007-502X.